# Ярмянда
Ярмянда — река в России, протекает по территории Поросозерского сельского поселения Суоярвского района Республики Карелии. Длина реки — 12 км.

## Общие сведения
Река берёт начало из озера Туомилампи и далее течёт преимущественно в юго-восточном направлении по заболоченной местности.
Устье реки находится в 140 км по правому берегу реки Суны на высоте 154,6 м над уровнем моря.
Населённые пункты на реке отсутствуют.
Код объекта в государственном водном реестре — 01040100212202000015137.